# دیوید دیویس (نماینده مجلس)
دیوید دیویس (انگلیسی: David Davis؛ زادهٔ ۲۳ دسامبر ۱۹۴۸) فرد نظامی اهل بریتانیا است. وی عضو مجلس عوام از حزب محافظه‌کار (بریتانیا) و وزیر مستعفی خروج از اتحادیه اروپا از ژوئیه ۲۰۱۶ تا ژوئن ۲۰۱۸ بود. دیویس همچنین از ۱۹۹۷ عضو مجلس بریتانیا از حوزه هالتمپرایس و هودن بوده‌است. او پیش از این به عنوان عضو مجلس نمایندگان از حوزه بوت‌فری در سال ۱۹۸۷ بود و مجدداً در سال ۱۹۹۲از این حوزه انتخاب شد. او در سال ۱۹۹۷ در شورای خصوصی بریتانیا قسم یادکرد. وی قبل از آن از ۱۹۹۴ تا ۱۹۹۷ وزیر اروپا بود. او ابیون را که در توتینگ واقع در جنوب غربی لندن به شورای ابیون تبدیل کرد. وی سپس به مدرسه بک گرامر در توتینگ رفت و در ۲۵ سالگی مدرک فوق لیسانس تجارت را گرفت و از آنجا در شرکت تغذیه تیت اند لایل مشغول به کار شد. دیویس در ژوئیه ۱۹۹۴ در سن ۳۸ سالگی از جانب جان میجر نخست‌وزیر بریتانیا به عنوان وزیر اروپا منصوب شد و تا انتخابات سراسری بریتانیا ۱۹۹۷ در این سمت قرار داشت. وی پس از آن رئیس پارلمان از حزب محافظه کار و وزیر امور خارجه سایه برای دفتر معاون نخست‌وزیر بود.
بین سال‌های ۲۰۰۳ و ۲۰۰۸، او وزیر دولت سایه در کابینهٔ سایه هر دونخست وزیر مایکل هوارد و دیوید کامرون بود. دیویس قبلاً در سالهای ۲۰۰۱و ۲۰۰۵ نامزد رهبری حزب محافظه کار شده بود، که به ترتیب در رتبه چهار و دوم قرار گرفت. در ۱۲ ژوئن ۲۰۰۸، دیویس به‌طور غیرمنتظره‌ای تصمیم خود را نسبت به برکناری از نمایندگی مجلس اعلام کرد و بلافاصله به عنوان وزیر کشور دولت سایه جایگزین شد. این اقدامی بود برای انتخاب مجدد خود و تحمیلی بود به انتخابات میان‌دوره‌ای، تا مجدداً برای این کرسی انتخاب شود، این کار با راه‌اندازی یک کمپین گسترده همراه بود که به فرسایش آزادی‌های مدنی در انگلیس اشاره می‌کرد. وی پس از استعفای رسمی خود به عنوان نماینده مجلس در نتیجه یک ماه بعد کاندیدای حزب محافظه کار در نتیجه انتخابات ۲۰۱۲ شد، و همراه با لیام فاکس گروه فشار (گروه محافظه کار (بریتانیا)) را تأسیس کرد تا صدای برخی از اعضایی حزب که فکر می‌کرد گم شده‌اند را تقویت کند.
در ژوئیه ۲۰۱۶ در پی همه‌پرسی عضویت بریتانیا در اتحادیه اروپا (۲۰۱۶) از اکثریت کسانی که به خروج از اتحادیه اروپا رای داده بودند حمایت کرد، او توسط نخست‌وزیر جدید ترزا می به وزارت جدید (وزارت برگزیت) برای خروج از اتحادیه اروپا به عنوان وزیر امور خارجه این وزارت جدید منصوب شد و مسئولیت مذاکرات خروج انگلیس از اتحادیه اروپا را بر عهده گرفت.
دیویس در روز ۸ ژوئیه ۲۰۱۸ از سمت دولتی‌اش در وزارت برگزیت استعفا کرد. پس از استعفای وی استیو بیکر وزیر مشاور در امور خارجه و مشترک‌المنافع و و بوریس جانسون وزیر امورخارجه هم استعفا دادند.

## زندگی‌نامه
دیویس در شهر یورک متولد شد و مادرش بتی براون بود. دیویس در ۲۳ دسامبر ۱۹۴۸ نزد پدربزرگ و مادربزرگش رفت. والتر هریسون، پدربزرگ او فرزند صاحب یک کشتی ماهیگیری بود و فرد ثروتمندی بود اما پس از پیوستن به حزب کمونیست، همه سرمایه‌اش از بین رفت. او رهبری یک «اعتصاب غذا» در لندن را مدت کوتاهی پس از تظاهرات مشهور جارو، که مانع از مشارکت کمونیست‌ها در تظاهرات شد را برعهده گرفت.

## فعالیت سیاسی
در هنگام دانشجویی، دیویس در فدراسیون دانشجویان محافظه کار فعال شد، در سال ۱۹۷۳ رئیس ملی فدراسیون دانشجویان شد.
دیویس برای اولین بار در انتخابات مجلس سال ۱۹۸۷ به عنوان نماینده مجلس در حوزه بوتفری انتخاب شد و در سال ۱۹۹۷ در حوزه انتخاباتی هالتمپرایس و هودن انتخاب گردید. او زمانی که در سال ۱۹۹۲ در پارلمان بود برای پیمان ماستریخت رایزنی کرد، او یک شورش دولتی بود و بسیاری از مخالفین ماستریخت که در جناح راست حزب خود بودند را عصبانی می‌کرد. پیشرفت دیویس در میان صفوف محافظه کاران در نهایت باعث شد تا وزیر امورات خارجی در وزارت امور خارجه و کشورهای مشترک‌المنافع شود (۱۹۹۴–۱۹۹۷).